# دانشگاه فنی مونیخ
دانشگاه فنی مونیخ (به آلمانی: Technische Universität München) یک دانشگاه تحقیقاتی دولتی در شهر مونیخ واقع در ایالت بایرن آلمان است که در سال ۱۸۶۸ میلادی توسط پادشاه لودویگ دوم بایرن تأسیس شد. بر اساس نظام رتبه‌بندی QS و TIMES این دانشگاه یکی از بهترین و برجسته‌ترین مراکز تحقیقاتی در اروپا و جهان است.
این دانشگاه اکنون دارای پردیس‌های جانبی در گارشینگ، فرایزینگ، هایلبرون، اشتراوبینگ و سنگاپور است که پردیس گارشینگ بزرگ‌ترین آن است. این دانشگاه در هشت مدرسه و بخش سازماندهی شده‌است و توسط مراکز تحقیقاتی متعددی پشتیبانی می‌شود. این دانشگاه یکی از بزرگ‌ترین دانشگاه‌های آلمان است که دارای ۵۰۴۸۴ دانشجو و بودجه سالانه ۱٫۷۷۰۳ میلیارد یورو (شامل بیمارستان دانشگاه) است.
این دانشگاه در بین دانشگاه‌های ممتاز آلمان، بر اساس رتبه‌بندی اصلی در سال 2024 برترین دانشگاه آلمان در نظر گرفته می‌شود و در میان دانشگاه‌های پیشرو در اتحادیه اروپا قرار دارد. براساس نظام رتبه‌بندی TIMES، این دانشگاه در جایگاه ۳۰ ام برترین دانشگاه‌های جهان قرار دارد و در حوزه صنعت و نوآوری بهترین دانشگاه در جهان به حساب می‌آید. همچنین بر اساس نظام رتبه‌بندی QS در جایگاه 28 جهان و در رشته‌هایی همچون فیزیک و مهندسی برق در بین ۲۰ دانشگاه برتر جهان قرار دارد. این دانشگاه همچنین با نرخ پذیرش ۸ درصد (۱ به ۱۲) برای مقطع دکترا یکی از رقابتی‌ترین دانشگاه‌های اروپا به حساب می‌آید. محققان و فارغ التحصیلان آن شامل ۱۸ برنده جایزه نوبل و ۲۳ برنده جایزه لایب نیتس هستند.

## تاریخچه

### قرن ۱۹
در سال ۱۸۶۸، لودویگ دوم، پادشاه باواریا، دانشکده پلی تکنیک مونیخ (Polytechnische Schule München) را با کارل فون باورنفایند به عنوان مدیر مؤسسه تأسیس کرد. محل مدرسه جدید در خیابان آرسیس بود، جایی که هنوز هم در آن قرار دارد. در آن زمان حدود ۳۵۰ دانشجو تحت نظارت ۲۴ استاد و ۲۱ مدرس بودند. این مؤسسه به شش بخش تقسیم شد:
- اداره کل (ریاضی، علوم طبیعی، علوم انسانی، حقوق و اقتصاد)،
- گروه مهندسی (مهندسی عمران و نقشه‌برداری)
- اداره ساخت و ساز ساختمان (معماری)
- گروه مکانیک-فنی (مهندسی مکانیک)
- گروه شیمی-فنی (شیمی)
- گروه کشاورزی

در سال ۱۸۷۷، دانشکده پلی تکنیک مونیخ به مؤسسه فنی مونیخ (Technische Hochschule München) تبدیل شد و در سال ۱۹۰۱ حق اعطای مدرک دکترا به آن اعطا شد. با میانگین ۲۶۰۰ تا ۲۸۰۰ دانشجو، دانشگاه فنی مونیخ برای مدتی به بزرگ‌ترین دانشگاه فنی آلمان، جلوتر از دانشگاه فنی برلین تبدیل شد. در سال ۱۹۷۰ این مؤسسه به دانشگاه فنی مونیخ (Technische Universität München) تغییر نام داد.

### قرن بیستم

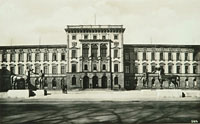
ساختمان اصلی دانشگاه فنی مونیخ در سال ۱۹۰۹

در سال ۱۹۰۶، پس از اینکه دولت باواریا به زنان اجازه داد در دانشگاه‌های فنی در امپراتوری آلمان تحصیل کنند، آنا بویکسن اولین دانشجوی دختری شد که در رشته مهندسی برق ثبت نام کرد. مارتا اشنایدر-بورگر اولین زن آلمانی مهندس عمران بود که در سال ۱۹۲۷ از دانشگاه فارغ‌التحصیل شد.
در سال ۱۹۱۳، جاناتان زنک مدیر مؤسسه تازه تأسیس فیزیک شد.
در طول جمهوری وایمار، مؤسسه فنی مونیخ با چالش منابع محدود مواجه شد و در طول انقلاب نوامبر، رکود بزرگ، و ظهور آدولف هیتلر به درگیری‌های سیاسی رادیکال کشیده شد. دو تن از ۱۶ نازی که در کودتای نافرجام هیتلر در سال ۱۹۲۳ کشته شدند، دانشجویان این دانشگاه بودند. اتحادیه ناسیونال سوسیالیست دانشجویان آلمان در سال ۱۹۳۰ به قوی‌ترین جناح در کمیته عمومی دانشجویان تبدیل شد و استادان یهودی و از نظر سیاسی نامحبوب توسط دانشجویان جوان تهدید و مرعوب شدند.

### پس از جنگ جهانی دوم
در طول جنگ ۸۰ درصد از امکانات دانشگاه در مونیخ تخریب شده بود. در این شرایط سخت، تدریس در آوریل ۱۹۴۶ از سر گرفته شد.
در سال ۱۹۵۶، ساخت یک رآکتور تحقیقاتی در گارشینگ، آغاز شروع به کار پردیس گارشینگ بود. در سال ۱۹۶۹، ساختمان دپارتمان فیزیک در آنجا افتتاح شد و در سال ۱۹۷۷ ساختمان‌های جدیدی برای دپارتمان‌های شیمی، زیست‌شناسی و علوم زمین افتتاح شدند.
در سال ۱۹۷۰، مؤسسه فنی مونیخ به نام فعلی آن دانشگاه فنی مونیخ تغییر نام داد. زمانی که قانون آموزش عالی باواریا در سال ۱۹۷۴ اجرایی شد، شش دانشکده با یازده بخش جایگزین شدند. در سال ۱۹۹۲، رشته علوم کامپیوتر به عنوان یک دپارتمان مستقل انفورماتیک تأسیس شد که قبلاً از سال ۱۹۶۷ بخشی از گروه ریاضیات بود.

### قرن ۲۱ ام
در سال ۲۰۰۲، مؤسسه علم و فناوری آلمان با همکاری دانشگاه صنعتی نانیانگ و دانشگاه ملی سنگاپور در سنگاپور تأسیس شد. این اولین بار بود که یک دانشگاه آلمانی یک شرکت تابعه در خارج از کشور تأسیس کرد.
از زمان آغاز طرح ممتاز سازی دانشگاه‌های آلمان در سال ۲۰۰۶، دانشگاه فنی مونیخ برنده هر دور ارزیابی و عنوان دانشگاه ممتاز شده‌است.

### مدارس و ادارات
به عنوان یک دانشگاه فنی، این دانشگاه در رشته‌های مهندسی، فناوری، پزشکی و علوم کاربردی و طبیعی تخصص دارد. در مقایسه با دانشگاه کامل (یک دانشگاه جهانی)، فاقد علوم انسانی، از جمله حقوق و بسیاری از شاخه‌های علوم اجتماعی است.
از سال ۲۰۲۲، دانشگاه فنی مونیخ به هشت مدرسه و بخش سازماندهی شده‌است:
| مدارس و ادارات | دانش آموزان |
| --- | ----------- |
| دانشکده محاسبات، اطلاعات و فناوری دانشگاه فنی مونیخ - - گروه ریاضی - گروه مهندسی کامپیوتر - گروه علوم کامپیوتر - گروه مهندسی برق                                                                                             | ۱۴٬۶۳۹      |
| دانشکده مهندسی و طراحی - - گروه هوافضا و ژئودزی - گروه معماری - گروه مهندسی عمران و محیط زیست - گروه مهندسی انرژی و فرایند - گروه مهندسی فیزیک و محاسبات - گروه مهندسی مواد - گروه مهندسی مکانیک - گروه مهندسی سیستم‌های تحرک | ۱۲٬۵۳۶      |
| دانشکده علوم طبیعی - - گروه علوم زیستی - گروه شیمی - گروه فیزیک | ۴٬۵۰۶       |
| دانشکده علوم زیستی - - گروه علوم زیستی مولکولی - گروه سیستم‌های علوم زیستی - گروه مهندسی علوم زیستی | ۴٬۷۵۲       |
| دانشکده مدیریت - - وزارت اقتصاد و سیاست - اداره امور مالی و حسابداری - بخش نوآوری و کارآفرینی - بخش بازاریابی، استراتژی و رهبری - بخش عملیات و فناوری                                                                        | ۶٬۶۳۸       |
| دانشکده علوم و فناوری اجتماعی - - گروه علوم تربیتی - گروه علوم، فناوری و جامعه - وزارت امور خارجه | ۲٬۲۶۵       |
| مدرسه پزشکی | ۲٬۱۹۳       |
| گروه ورزش و علوم بهداشتی | ۲٬۲۱۱       |

دانشکده مدیریت دانشگاه فنی مونیخ دارای اعتبار سه‌گانه توسط سیستم بهبود کیفیت اروپا (EQUIS)، انجمن پیشرفته دانشکده‌های بازرگانی دانشگاهی (AACSB) و انجمن MBAs (AMBA) است.

## افراد قابل توجه

### برندگان جایزه نوبل
- ۱۷ برنده جایزه نوبل در دانشگاه فنی مونیخ مطالعه، تدریس یا تحقیق کرده‌اند:
- ۱۹۲۷ - هاینریش اتو ویلاند، شیمی (اسیدهای صفراوی)
- ۱۹۲۹ - توماس مان، ادبیات (Buddenbrooks)
- ۱۹۳۰ - هانس فیشر، شیمی (تشکیل و سنتز همین و کلروفیل)
- ۱۹۶۱ - رودولف ال. موسباور، فیزیک (اثر Mößbauer)
- ۱۹۶۴ - کنراد امیل بلوخ، فیزیولوژی یا پزشکی (مکانیسم و تنظیم متابولیسم کلسترول و اسیدهای چرب)
- ۱۹۷۳ - ارنست اتو فیشر، شیمی (مجتمع‌های ساندویچی)
- ۱۹۸۵ - کلاوس فون کلیتسینگ، فیزیک (اثر هال کوانتومی)
- ۱۹۸۶ - ارنست روسکا، فیزیک (میکروسکوپ الکترونی)
- ۱۹۸۸ - یوهان دیزنهوفر و رابرت هوبر، شیمی (ساختار کریستالی یک پروتئین غشایی یکپارچه)
- ۱۹۸۹ - ولفگانگ پل، فیزیک (تله یونی)
- ۱۹۹۱ - اروین نهر، فیزیولوژی یا پزشکی (عملکرد کانال‌های یونی در سلول‌ها)
- ۲۰۰۱ - ولفگانگ کترل، فیزیک (تراکم بوز-انیشتین در گازهای رقیق اتم‌های قلیایی)
- ۲۰۰۷ - گرهارد ارتل، شیمی (فرایندهای شیمیایی روی سطوح جامد)
- 2016 - Bernard L. Feringa (همکار TUM-IAS)، شیمی (ماشین مولکولی)
- ۲۰۱۷ - یواخیم فرانک، شیمی (میکروسکوپ الکترونی کرایو)
- ۲۰۲۲ - آنتون زایلینگر، فیزیک (علم اطلاعات کوانتومی)

### دانشمندان
- فردریش ال بائر، دانشمند کامپیوتر، که به دلیل ساختار داده‌های پشته ای شناخته شده‌است
- رودولف بایر، دانشمند کامپیوتر، معروف به درخت B و درخت قرمز سیاه
- رودولف دیزل، مهندس، مخترع موتور دیزل
- کلود دورنیه، طراح هواپیما
- امیل ارلن مایر، شیمیدان، شناخته شده برای فلاسک ارلن
- آستا هامپ، مهندس، آماردان و اقتصاددان
- کارل فون لینده، مهندس، کاشف چرخه تبرید
- هاینز مایر-لایبنیتس، فیزیکدان
- والتر مایسنر، فیزیکدان، معروف به اثر مایسنر
- ویلی مسرشمیت، طراح هواپیما، معروف به جنگنده‌های مسرشمیت
- اسکار فون میلر، مهندس، بنیانگذار موزه آلمان
- اریش ریگر، اخترفیزیکدان، کاشف تناوب‌های ریگر که در منظومه شمسی نفوذ می‌کند.